# Helenites SC
Der Helenites Sports Club ist ein Sportverein auf den Amerikanischen Jungferninseln, der in der U.S. Virgin Islands Club Championship antritt.

## Geschichte
Der Verein wurde 1990 in Grove Place auf der Insel St. Croix gegründet. Helenites nahm erstmals in der Saison 1999/2000 an der Saint-Croix-Liga teil und konnte diese beeindruckende 17 Mal gewinnen. In der Saison 2006/2007 sicherte sich der Verein erstmals die Meisterschaft der gesamten Amerikanischen Jungferninseln.
Mit der Zusammenlegung der Saint-Croix-Liga und der Liga der Insel St. Thomas im Jahr 2018 entstand die U.S. Virgin Islands Club Championship. Helenites Sports Club gewann diese neu gegründete Liga bereits in der ersten Saison. Insgesamt konnte der Verein fünfmal die Meisterschaft der U.S. Virgin Islands Club Championship für sich entscheiden.
Die Fußballabteilung des Vereins, der Helenites Soccer Club, besteht aus Herren-, Junioren-Jungen- und Junioren-Mädchenmannschaften. Monatlich wird ein besonderer Spieler oder eine besondere Spielerin für herausragende Leistungen mit dem „Athlet des Monats“-Preis ausgezeichnet.

## Stadion
Der Verein trägt seine Heimspiele im Grove Place Park aus, der eine Kapazität von 1000 Zuschauern bietet.

## Erfolge
Meister der Amerikanischen Jungferninseln: (6)
- 2006/07, 2011/12, 2013/14, 2014/15, 2018/19, 2019/20

Meister auf St. Croix: (17)
- 1997/98, 1999/00, 2000/01, 2001/02, 2002/03, 2003/04, 2004/05, 2005/06, 2006/07, 2007/08, 2008/09, 2010/11, 2011/12, 2013/14, 2014/15, 2015/16, 2016/17, 2022/23